# 武汉光谷现代有轨电车
武汉光谷现代有轨电车是中華人民共和國湖北省武汉市东湖高新区/洪山区一个成网络的有轨电车系统，2018年4月1日起已有两个交路投入运营。2023年11月28日在已有线路上新增一个交路。

## 工程概况
光谷有轨电车L1示范线北起珞喻路华中大站，南至光谷芯中心站（一期终点为光谷一路地铁佛祖岭站），全长16.8km，共设车站22座，一期设站17座。线路沿珞喻路、珞雄路、利嘉中路、关山大道、三环线、光谷一路、光谷大道布置，在“三环线当代国际花园站~三环线工程大学站”3站2区间与T2线共线运营，共线里程2.526km。计划线路将延长到光谷芯中心
光谷有轨电车L2示范线西起三园路汤逊湖城铁站，东至九峰一路光谷植物园站，全长19.6km，共设车站25座（含共线段3座）。线路沿三园路、大学园路、武黄高速、神墩五路、光谷七路、九峰一路布置。

## 运营情况

### 交路
- 交路1（L1）：华中大站⇌佛祖岭站。主要覆盖南北向成熟区，北起光谷步行街，沿关山大道，经三环线高架，南至光谷一路、佛祖岭方向。运营里程约12.5公里，设站17座。计划延伸至光谷芯中心。
- 交路2（L2）：城铁汤逊湖站⇌光谷植物园站。主要覆盖东西向引领区，西起汤逊湖城铁站，沿大学园路，经三环线高架，东沿武黄高速，经神墩五路、光谷七路，至未来科技城方向。运营里程约19.2公里，设站25座。
- 交路3（L3）：城铁汤逊湖站⇌华中大站。利用已有线路开行，主要覆盖南北向成熟区，减少换乘耗时。路线南起汤逊湖城铁站，沿大学园路，经三环线高架，沿关山大道、光谷步行街，至华中科技大学方向。运营里程约10公里，设站15座。[6]

为方便辨识，不同路线列车车头进行以下区分：L1为雪白色、L2为艾绿色、L3为天蓝色。

### 运营时间
各交路首末班车时间如下：
L1线路
华中大方向
06:00-21:30
佛祖岭方向
06 :00-22:12

L2线路
光谷植物园方向
6:30-22:00
城铁汤逊湖方向
6:30-21:00
L3线路
华中大方向
6:09-22:05
城铁汤逊湖方向
6:00-21:30
L1交路早晚高峰约12分钟，平峰时段约24分钟；L2交路早晚高峰约15分钟，平峰时段约30分钟。

### 票价
票价为2元/人次，全程一票制，不加入武汉公交集团的换乘优惠系统。刷“武汉通”普通卡，可享受9折优惠；中小学生刷“武汉通”学生卡，可享受7折优惠。年满65周岁老人，刷武汉通老年卡可免费乘车。1名成年乘客可免费携带1名身高不超过1.2米的儿童乘车。武汉市见义勇为人员及其直系亲属凭相关证件可免费乘车。现役军人、革命伤残军人、伤残人民警察和军队离退休干部、退休士官、伤残民兵等，凭有效证件可免费乘车。残疾人持武汉通残免卡免费乘车。

### 换乘
目前，有轨电车各交路之间的换乘，可在三环线当代国际花园站、光谷大道站、工程大学站进行无缝换乘。

#### 与其他公共交通换乘
- 与地铁线路之间有多座无缝换乘站，可在华中大（前往华中科技大学）、光谷大道（前往金融港北）、佛祖岭、步行街省中医院（前往珞雄路）换乘2号线，在雄楚大道（前往关山大道）、光谷七路换乘11号线，在光谷五路（前往新月溪公园）换乘19号线
- 在光谷四路站可前往高新二路站换乘光谷空轨

- 在关山大道、大学园路、光谷一路沿线，可与公交车站，无缝或有效换乘。
- 在城铁汤逊湖站，可与武咸城铁进行换乘。

## 线路图

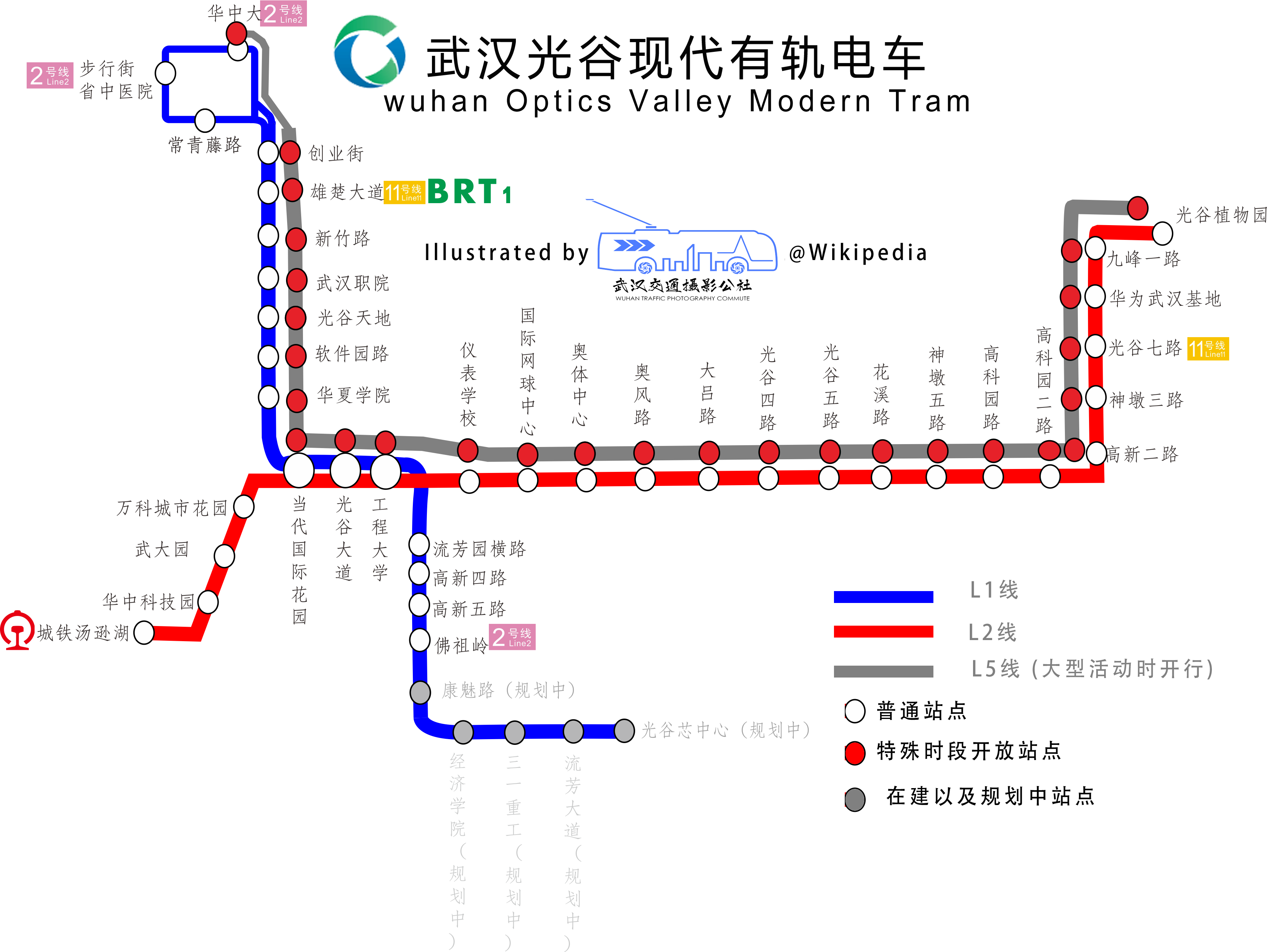
武汉光谷现代有轨电车路线图

## 车辆
2016年5月，经13万网友投票，由德国世涛巴赫设计室创作的“光谷量子号”，被选定为光谷有轨电车列车名称和外观造型。车辆由中车长春轨道客车股份有限公司生产。
- 供电方式：采用“能量型”超级电容储能供电技术，续航能力强，全线无触网、无需站站充。[11]
- 扩编加挂：运营时，可像高铁一样，采用模块化编组，客流大时，可“1+1”连挂运行。